# York Sure-Vetter
York Sure-Vetter (geb. Sure) ist Hochschullehrer und Professor für Informatik am Karlsruher Institut für Technologie (KIT). Seit März 2020 ist er Direktor der Nationalen Forschungsdateninfrastruktur (NFDI). Seine Forschungsinteressen sind u. a. Semantic Web und Linked Data.

## Werdegang
1999 erhielt York Sure-Vetter sein Diplom als Wirtschafts-Ingenieur an der damaligen TH Karlsruhe (heute KIT) und wurde 2003 ebendort mit einer Arbeit zu Ontologien und Wissensmanagement promoviert. Nach einer zweijährigen Tätigkeit als Senior Researcher bei SAP wechselte er 2009 zu GESIS – Leibniz-Institut für Sozialwissenschaften, das er bis 2015 als Präsident leitete. Während dieser Zeit führte er GESIS erfolgreich durch eine Evaluation der Leibniz-Gemeinschaft und begleitete die Umwandlung von CESSDA, einem Zusammenschluss europäischer Datenarchive, zu einem EU-geförderten European Research Infrastructure Consortium. Für zwei Jahre war er Vorsitzender der CESSDA-Generalversammlung. Während seiner Zeit als Präsident von GESIS wurde auch das Arbeitsgebiet „Fachinformationen für die  Sozialwissenschaften“ zur Abteilung „Computational Social Science“ umgewandelt, der ersten ihrer Art in Deutschland. Von 2011 bis 2014 war Sure-Vetter Mitglied des Rat für Sozial- und Wirtschaftsdaten.
Nach 2009 war er zunächst gemeinsam berufener Professor der Universität Koblenz-Landau und dann der Universität Mannheim. Mit Juni 2015 wechselte er auf eine Professur an das Institut für Angewandte Informatik und Formale Beschreibungsverfahren (AIFB) des KIT. Er übernahm auch Aufgaben als Direktor am Karlsruhe Service Research Institute (KSRI) sowie am FZI Forschungszentrum Informatik, beide am KIT. Die Gemeinsame Wissenschaftskonferenz von Bund und Ländern bestellte ihn 2020 zum Direktor der neu gegründeten NFDI. Mit deren Gründung im November 2020 ist er qua Amt auch einer der beiden Vorstände dieses Vereins.